# Eleccions generals espanyoles de 1982
Les eleccions generals espanyoles de 1982 se celebraren el dijous, 28 d'octubre de 1982. En aquesta votació històrica, el PSOE de Felipe González aconseguiria una amplíssima majoria absoluta, ocupant 202 escons dels 350 dels que consta el Congrés amb el seu compromís de canviar-ho tot sense revolucionar res dins d'un projecte de regeneració de l'Estat i de la societat. Es va enfonsar la UCD i Alianza Popular ocupa el seu espai polític.

## Resultats per vots i escons
| ← Eleccions generals espanyoles, 28 d'octubre de 1982 → |            |       |        |      |
| Partit                                                  | Vots       | %     | Escons | Dif. |
| Partido Socialista Obrero Español (PSOE)                | 10.127.392 | 48,11 | 202    | +81  |
| Alianza Popular - Partit Demòcrata Popular (AP-PDP)     | 5.548.107  | 26,36 | 107    | +97  |
| Convergència i Unió (CiU)                               | 772.726    | 3,67  | 12     | +3   |
| Unió de Centre Democràtic (UCD)                         | 1.425.093  | 6,77  | 11     | -157 |
| Partit Nacionalista Basc (PNV)                          | 395.656    | 1,88  | 8      | +1   |
| Partit Comunista d'Espanya (PCE)                        | 846.515    | 4,02  | 4      | -19  |
| Centre Democràtic i Social (CDS)                        | 604.309    | 2,87  | 2      | +2   |
| Herri Batasuna (HB)                                     | 210.601    | 1,00  | 2      | -1   |
| Esquerra Republicana de Catalunya (ERC)                 | 138.118    | 0,66  | 1      | =    |
| Euskadiko Ezkerra (EE)                                  | 100.326    | 0,48  | 1      | =    |
| Fuerza Nueva (FN)                                       | 108.746    | 0,52  |        |      |
| Partit Socialista dels Treballadors (EE)                | 103.133    | 0,49  |        |      |
| Partit Socialista Andalús (PSA)                         | 84.474     | 0,4   |        |      |
| Partit dels Comunistes de Catalunya (PCC)               | 47.249     | 0,22  |        |      |
| BNG – PSG                                               | 38.437     | 0,18  |        |      |
| Unión del Pueblo Canario (UPC)                          | 35.013     | 0,17  |        |      |
| Nacionalistes d'Esquerra (Nd'E)                         | 30.643     | 0,15  |        |      |
| Solidaridad Española (SE)                               | 28.451     | 0,14  |        |      |
| Extremadura Unida (PCC)                                 | 26.141     | 0,12  |        |      |
| PCOE                                                    | 25.813     | 0,12  |        |      |
| Convergència Canària (CC)                               | 25.792     | 0,12  |        |      |
| Unificació Comunista d'Espanya (UCE)                    | 24.044     | 0,11  |        |      |
| PCE (m-l)                                               | 23.186     | 0,11  |        |      |
| Esquerda Galega (EG)                                    | 22.192     | 0,11  |        |      |
| Asamblea Canaria-Coordinadora Canaria                   | 18.757     | 0,09  |        |      |
| Unitat del Poble Valencià (UPV)                         | 18.516     | 0,09  |        |      |
| Candidatura d'Unitat Comunista (CUC)                    | 15.632     | 0,07  |        |      |
| EUPV                                                    | 9.302      | 0,04  |        |      |
| Movimiento Falangista de España (MFE)                   | 8.976      | 0,04  |        |      |
| Agrupación electoral Bloque Agrario                     | 8.746      | 0,04  |        |      |
| PSM-Nacionalistes de les Illes Balears                  | 8.633      | 0,04  |        |      |
| Partit Socialista d'Aragó (PSA)                         | 6.861      | 0,03  |        |      |
| Esquerra Nacionalista Valenciana (ENV)                  | 6.738      | 0,03  |        |      |
| Partit Socialista                                       | 6.375      | 0,03  |        |      |
| Agrupació Electoral Gallega Independent (AEGI)          | 5.512      | 0,03  |        |      |
| Partit Nacionalista Canari                              | 3.257      | 0,02  |        |      |
| Partido Regionalista del País Leonés (PREPAL)           | 6.861      | 0,03  |        |      |
| Falange Española de las JONS                            | 2.528      | 0,01  |        |      |
| Partit del Bierzo                                       | 1.454      | 0,01  |        |      |
| Izquierda Republicana (IR)                              | 610        | 0,0   |        |      |

## Dades

Partits majoritaris per províncies en las eleccions generals de 1982

- Cens electoral: 26.846.940
- Votants: 79,97%
- Abstenció: 20,03%
- Vots vàlids: 98,05%
- Vots nuls: 1,95%
- Vots a candidatures: 99,53%
- Vots Blancs: 0,47%

## Diputats

### Catalunya

#### Barcelona
- Raimon Obiols i Germà (PSC-PSOE)
- Ernest Lluch i Martín (PSC-PSOE)
- Josep Verde i Aldea (PSC-PSOE)
- Eduardo Martín Toval (PSC-PSOE)
- Josep Maria Triginer i Fernández (PSC-PSOE)
- Salvador Clotas i Cierco (PSC-PSOE)
- Xavier Rubert de Ventós (PSC-PSOE)
- Rodolf Guerra i Fontana (PSC-PSOE)
- Anna Balletbò i Puig (PSC-PSOE)
- Francesc Neira i León (PSC-PSOE)
- Juli Busquets i Bragulat (PSC-PSOE)
- Pere Jover i Presa (PSC-PSOE)
- Francesc Ramos i Molins (PSC-PSOE)
- Jordi Marsal i Muntalà (PSC-PSOE)
- Ramon Vancell i Trullàs (PSC-PSOE)
- Maria Dolors Renau i Manén (PSC-PSOE)
- Joan Colom i Naval (PSC-PSOE)
- Joan Marcet i Morera (PSC-PSOE)
- Miquel Roca i Junyent (CiU)
- Ramon Trias i Fargas (CiU)
- Eduard Punset i Casals (CiU)
- Joaquim Xicoy i Bassegoda (CiU)
- Joaquim Molins i Amat (CiU)
- Carles Gasòliba i Böhm (CiU)
- Josep Maria Trías de Bes i Serra (CiU)
- Llibert Cuatrecasas i Membrado (CiU)
- Miguel Ángel Planas Segurado (AP)
- Eduard Tarragona i Corbella (AP)
- José Ramón Lasuén Sancho (AP)
- Josep Donadeu i Cadafalch (AP)
- Josep Segura Sanfeliu (AP)
- Gregori López Raimundo (PSUC)
- Francesc Vicens i Giralt (ERC)

#### Girona
- Lluís Maria de Puig i Olivé (PSC-PSOE)
- Joan Manuel del Pozo i Àlvarez (PSC-PSOE)
- Jaume Casademont i Perafita (CiU)
- Josep López de Lerma i López (CiU)
- Joan Botanch i Dausa (AP)

#### Lleida
- Josep Pau i Pernau (PSC-PSOE)
- Teresa Cunillera i Mestres (PSC-PSOE)
- Josep Antoni Duran i Lleida (CiU)
- Josep Ignasi Llorens i Torres (AP)

#### Tarragona
- Jaume Antich i Balada (PSC-PSOE)
- Ignasi Carnicer i Barrufet (PSC-PSOE)
- Jaume Custodi Torres (PSC-PSOE)
- Josep Gomis i Martí (CiU)
- Juan Manuel Fabra Vallés (AP)

### País Valencià

#### Alacant
- Asunción Cruañes Molina (PSPV-PSOE)
- Josep Vicent Bevià Pastor (PSPV-PSOE)
- Luis Berenguer Fuster (PSPV-PSOE)
- Jorge Cremades Sena (PSPV-PSOE)
- Antonio García Miralles (PSPV-PSOE)
- María Rosa Verdú Alonso (PSPV-PSOE)
- Juan Antonio Montesinos García (AP)
- Vicente Ramos Pérez (AP)
- Ángel Castroviejo Calvo (AP)

#### Castelló de la Plana
- Francisco Arnau Navarro (PSPV-PSOE)
- Xavier Tárrega Bernal (PSPV-PSOE)
- Felipe Guillermo Guardiola Selles (PSPV-PSOE)
- Gabriel Elorriaga Fernández (AP)
- Enrique Beltrán Sanz (AP)

#### València
- Joan Lerma Blasco (PSPV-PSOE)
- Jaume Castells Ferrer (PSPV-PSOE)
- Antonio Sotillo Martí (PSPV-PSOE)
- Manuel Sánchez Ayuso (PSPV-PSOE)
- Enric Sapena Granell (PSPV-PSOE)
- Salvador López Sanz (PSPV-PSOE)
- Francisco Sanz Fernández (PSPV-PSOE)
- Adela Pla Pastor (PSPV-PSOE)
- Francisco Gaviña Ribelles (PSPV-PSOE)
- Joan Romero González (PSPV-PSOE)
- Manuel Giner Miralles (AP)-(UV)
- Carlos Manglano de Mas (AP)-(UV)
- Miquel Ramón Izquierdo (AP)-(UV)
- Manuel Gallent Nicola (AP)-(UV)
- Luis García Forcada (AP)-(UV)

### Illes Balears
- Josep Cañellas Fons (Aliança Popular)
- Abel Matutes Juan (Aliança Popular)
- Ricardo Squella Martorell (Aliança Popular)
- Juan Ramallo Massanet (PSIB-PSOE)
- Gregori Mir Mayol (PSIB-PSOE)
- Jaume Ribas Prats (PSIB-PSOE)

### País Basc
- Iñigo Agirre Kerexeta (PNV)
- Marcos Vizcaya Retana (PNV)

## Senadors

### Astúries
- Honorio Díaz Díaz (PSOE)
- Rafael Fernández Álvarez (PSOE)
- José Ramón Herrero Merediz (PSOE)
- Francisco Álvarez-Cascos (AP)

### Catalunya

#### Barcelona
- Jordi Maragall i Noble (PSC-PSOE)
- Josep Andreu i Abelló (PSC-PSOE)
- Alexandre Cirici i Pellicer (PSC-PSOE)
  - substituït per Jesús Felipe Armendáriz Ormaechea
- Josep Pi-Sunyer i Cuberta (Catalunya al Senat)

#### Girona
- Francesc Ferrer i Gironès (PSC-PSOE)
- Josep Rahola i d'Espona (Catalunya al Senat)
- Narcís Oliveras i Terradas (Catalunya al Senat)
- Ramon Sala i Canadell (Catalunya al Senat)

#### Lleida
- Manuel Ferrer i Profitós (Catalunya al Senat)
- Amadeu Claria i Esteban (PSC-PSOE)
- Joan Horaci Simó i Burgués (Catalunya al Senat)
- Josep Ball i Armengol (PSC-PSOE)

#### Tarragona
- Carles Barral i Agesta (PSC-PSOE)
- Rafael Nadal i Company (PSC-PSOE)
- Josep Vidal i Riembau (PSC-PSOE)
- Carles Andreu i Abelló (Catalunya al Senat)

### País Valencià

#### Alacant
- Alberto Javier Pérez Farré (PSPV-PSOE)
- Arturo Lizón Giner (PSPV-PSOE)
- Angel Antonio Franco Gutiez (PSPV-PSOE
- José Cremades Mellado (Aliança Popular)

#### Castelló
- José Antonio Iborra Cilleros (PSPV-PSOE)
- Luis Alcalá Gómez (PSPV-PSOE)
- Joan Esteller Grañana (PSPV-PSOE)
- José María Escuín Monfort (Aliança Popular)

#### València
- Alfons Cucó Giner (PSPV-PSOE)
- José María Ruiz Ramírez (PSPV-PSOE)
- Joaquín Ruiz Mendoza (PSPV-PSOE)
- Evaristo Amat de León Guitart (Aliança Popular)

### Illes Balears

#### Mallorca
- Felipe Sánchez-Cuenca Martínez (PSIB-PSOE)
- Antoni Ramis Rebassa (PSIB-PSOE)
- Joaquín Ribas de la Reyna (Aliança Popular)

#### Menorca
- Antoni Villalonga Riudavets (PSIB-PSOE)

#### Eivissa-Formentera
- Enrique Ramón Fajarnés (Aliança Popular)

### Euskadi

#### Àlaba
- María Lucía Urcelay López de las Heras (PSE-PSOE)
- Ramón Bajo Fanlo (EAJ-PNB)
- Luis Alberto Aguiriano Forniés (PSE-PSOE)
- Amado Alejandro Ascasso Trincado (PSE-PSOE)

#### Biscaia
- Joseba Azkárraga Romero (EAJ-PNB)
- Ramón Rubial Cavia (PSOE)
- Carmelo Enrique Renobales Vivanco (EAJ-PNB)
- José Luis Robles Canibe (EAJ-PNB)

#### Gipúscoa
- Carlos Corcuera Orbezgozo (PSE-PSOE)
- Francisco Pozueta Mate (EAJ-PNB)
- Joseba Elósegui Odriozola (EAJ-PNB)
- Federico Zabala Alcíbar-Jáuregui (EAJ-PNB)

### Galícia

#### La Corunya
- José Luis Rodríguez Pardo (PSOE)
- Manuel Jaime Barreiro Gil (PSOE)
- Joaquín Campoamor Rodríguez (PSOE)
- Carlos Blanco-Rajoy Martínez-Reboredo (Aliança Popular)

#### Lugo
- Francisco Cacharro Pardo (AP)
- Jacinto Calvo López (PSOE)
- Julio Ulloa Vence (AP)
- Francisco Pardo Gómez (AP)

#### Ourense
- Julio Gurriarán Canalejas (AP)
- Ignacio Martín Amaro (AP)
- Xosé Quiroga Suárez (UCD)
- Eduardo Olano Gurriarán (AP)

#### Pontevedra
- Cástor Alonso Bar (AP)
- Manuel Julio Reigada Montoto (AP)
- Manuel Cuña Novás (PSOE)
- José Antonio Rueda Crespo (AP)

### Navarra
- Alfonso Añón Lizaldre (AP)
- Francisco Álava Jiménez (PSOE)
- Guillermo Santiago Fernández Pérez (PSOE)
- Víctor Manuel Arbeloa Muru (PSOE)